# Антонін (Островський повіт)
Антонін (пол. Antonin) — село в Польщі, у гміні Пшиґодзиці Островського повіту Великопольського воєводства.
Населення — 541 особа (2011).

## Демографія
Демографічна структура станом на 31 березня 2011 року:
|          | Загалом | Допрацездатний вік | Працездатний вік | Постпрацездатний вік |
| -------- | ------- | ------------------ | ---------------- | -------------------- |
| Чоловіки | 273     | 49                 | 202              | 22                   |
| Жінки    | 268     | 43                 | 175              | 50                   |
| Разом    | 541     | 92                 | 377              | 72                   |